# آدم براون
آدم براون (بالإنجليزية: Adam Brown)‏ (17 ديسمبر 1987 سندرلاند المملكة المتحدة - ) هو لاعب كرة قدم بريطاني، يلعب كلاعب وسط، لعب 3 مباريات وسجل هدف.

## مسيرته

### مسيرته مع الأندية
- 2005 - 2007 لعب مع نادي دونكاستر روفرز 3 مباريات سجل خلالها هدف.

## روابط خارجية
- آدم براون على موقع قاعدة بيانات كرة القدم.إي يو (الإنجليزية)
- آدم براون على موقع Soccerbase.com (لاعب) (الإنجليزية)